# Monaco hívójelkörzetei
Monaco jelenleg (2024) nincs felosztva hívójelkörzetekre sem területi, sem másegyéb alapon.
Monaco számára az ITU a 3A hívójelprefixet határozta meg.

## Lajstromjel
Vízi és légi járművek lajstromjelezéséhez a 3A prefixet használják.